# National Museum of Natural History

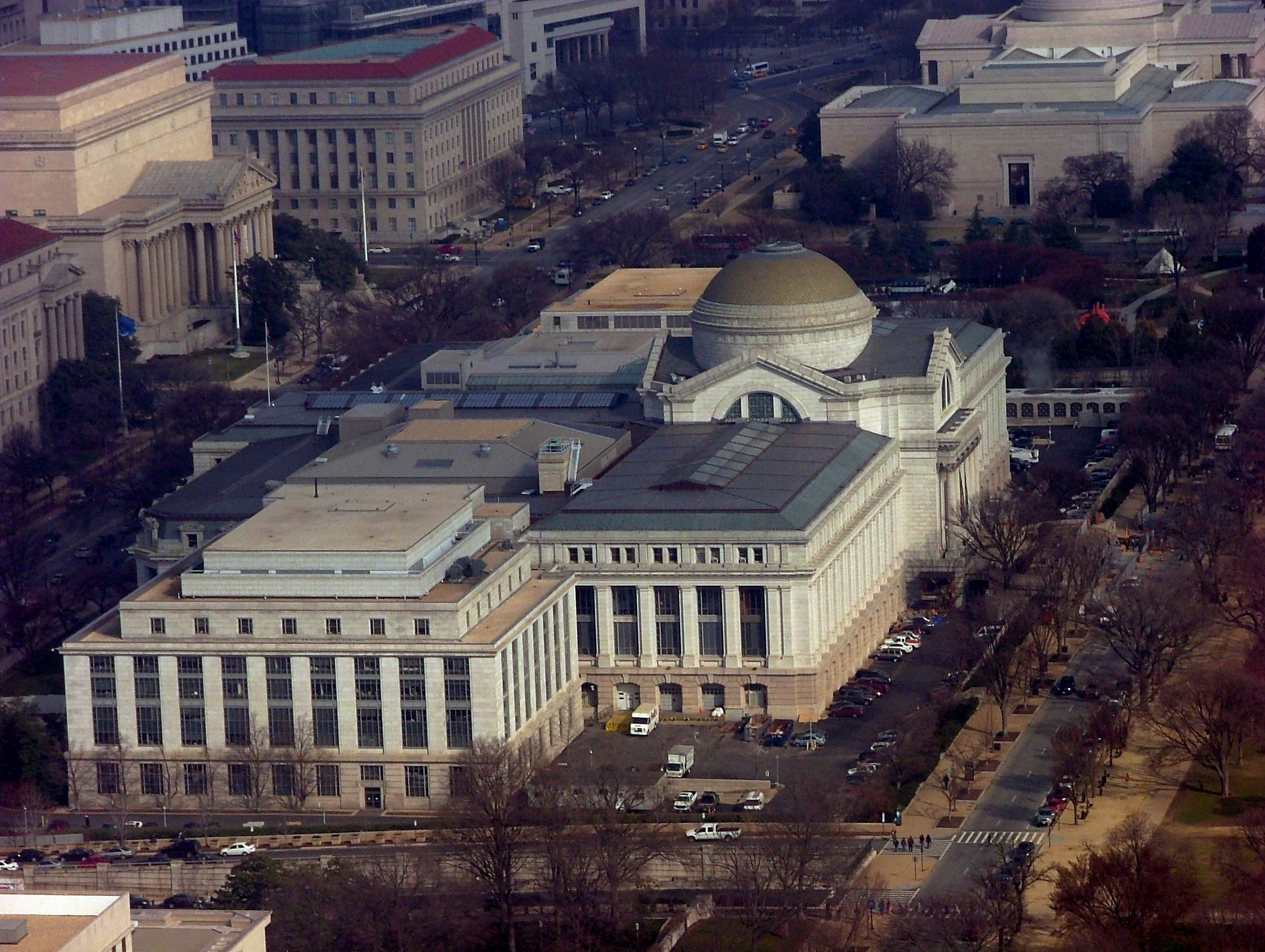
National Museum of Natural History

Das National Museum of Natural History (NMNH) (englisch; deutsch: Nationalmuseum für Naturgeschichte) ist ein bedeutendes US-amerikanisches Naturkundemuseum an der National Mall in Washington, D.C.

## Geschichte und Beschreibung
Bevor die Smithsonian Institution ein Naturkundemuseum besaß, hatte sie bereits im Jahr ihrer Gründung 1846 beschlossen, ein „Nationalmuseum“ zu gründen, das United States National Museum, wörtlich übersetzt „Nationalmuseum der Vereinigten Staaten“. Nach Abschluss der Bauarbeiten wurde dieses Nationalmuseum 1858 eröffnet. Dieses Gebäude, das Gebäude der Smithsonian Institution, ist heute der Sitz der Institution und wird im Volksmund „das Schloss“ genannt. Dieses Nationalmuseum aus dem 19. Jahrhundert war kein rein naturkundliches Museum, sondern beherbergte die naturkundlichen Sammlungen der Smithsonian Institution, aber auch Sammlungen und Bestände, die nichts mit den Naturwissenschaften zu tun hatten. Im Laufe der Jahre wurde der Platz knapp und ein Teil der Sammlungen wurde in ein neues Gebäude ausgelagert, das National Museum Building, das ab 1879 gebaut und im März 1881 eingeweiht wurde. Dieses Gebäude ist heute der Arts and Industries Pavilion.
Im Laufe der Zeit wurde der Platz für die Sammlungen erneut knapp, und am 28. Juni 1902 genehmigte der Kongress der Vereinigten Staaten den Bau eines neuen Gebäudes. Das Gebäude wurde zwar erst im Juni 1911 fertiggestellt, aber schon am 17. März 1910 wurde es, während die letzten Arbeiten noch im Gange waren, der Öffentlichkeit übergeben. Seitdem beherbergt es das National Museum of Natural History der Vereinigten Staaten. Es ist eines der 19 Museen der Smithsonian Institution. Der Eintritt ist kostenfrei, und das Museum ist, mit Ausnahme des 25. Dezembers, ganzjährig geöffnet.
Mit 4,4 Millionen Besuchern im Jahr 2023 war es das am zweithäufigsten besuchte Museum in den Vereinigten Staaten. Im Museumskomplex arbeiten 185 Naturwissenschaftler, die größte Anzahl von Wissenschaftlern in einem Museum weltweit.

## Sammlungen und Exponate

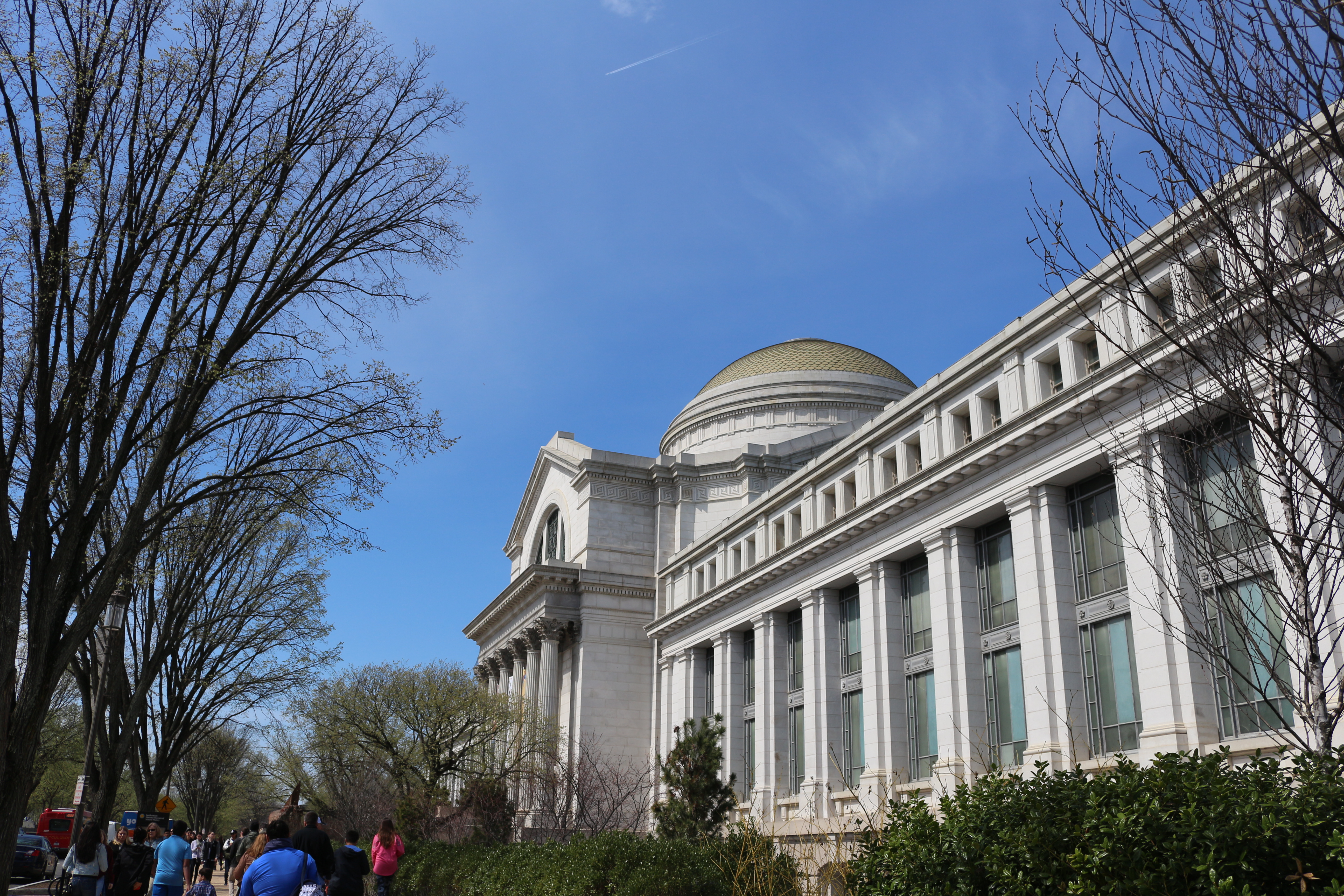
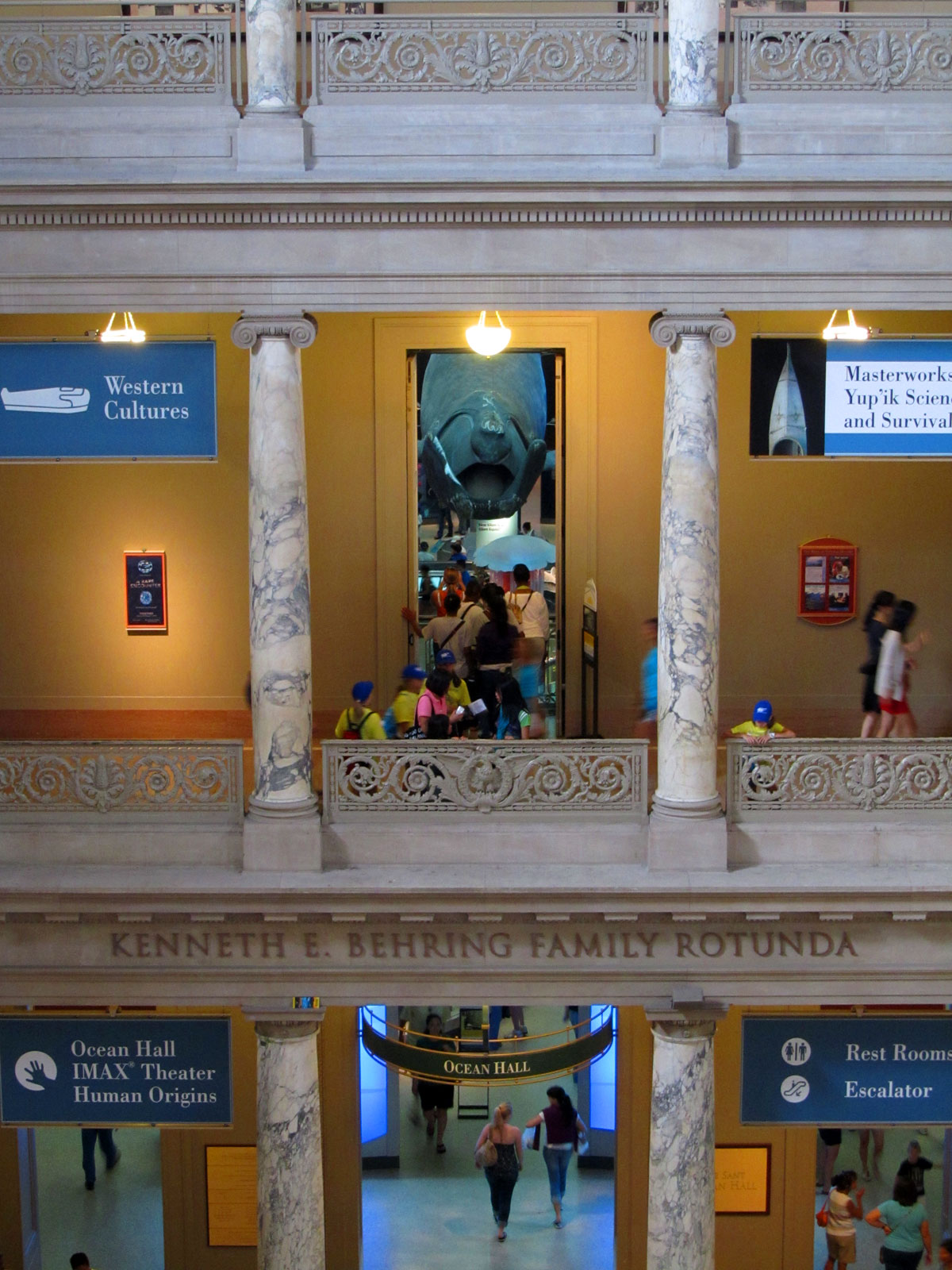
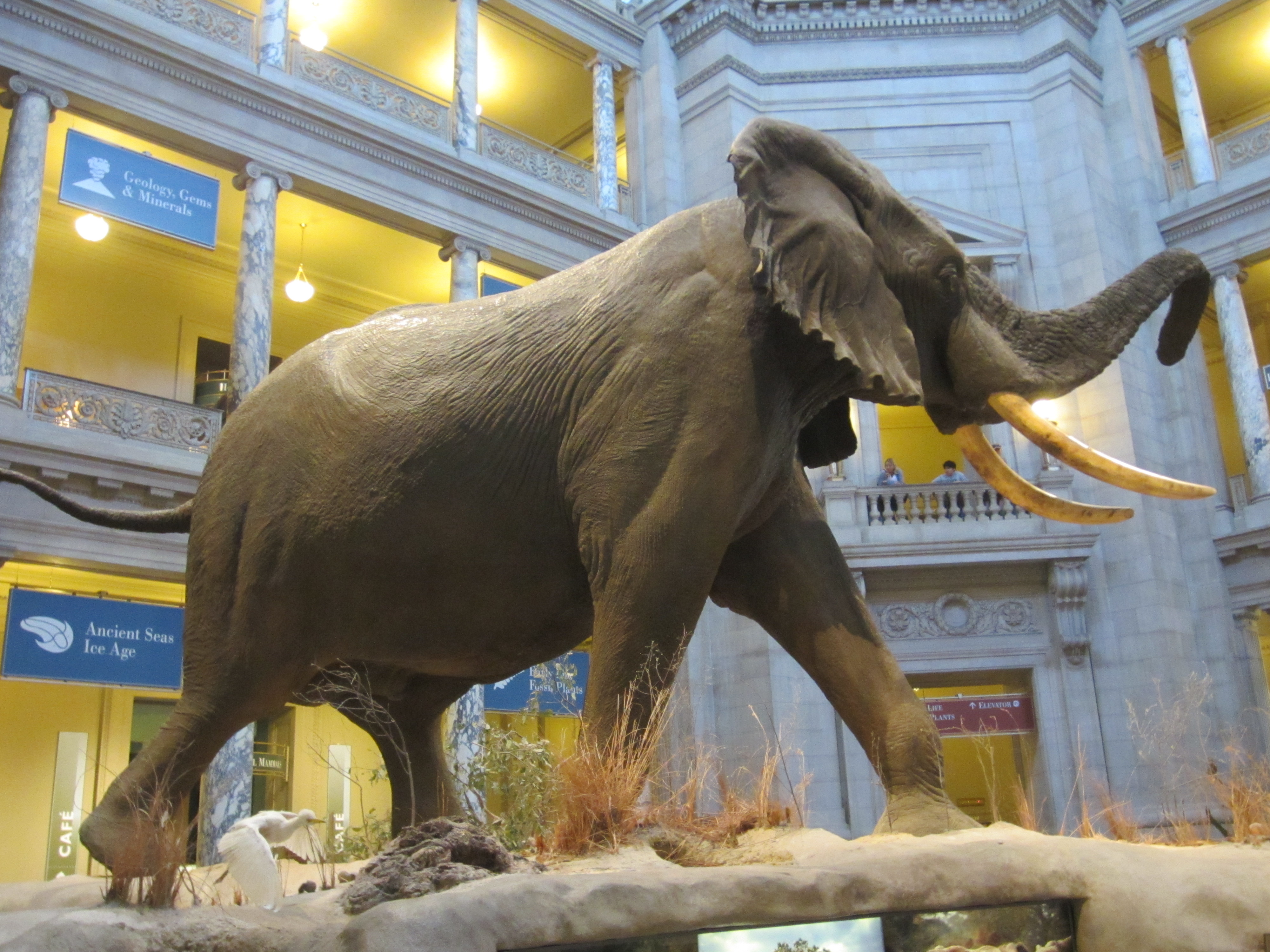
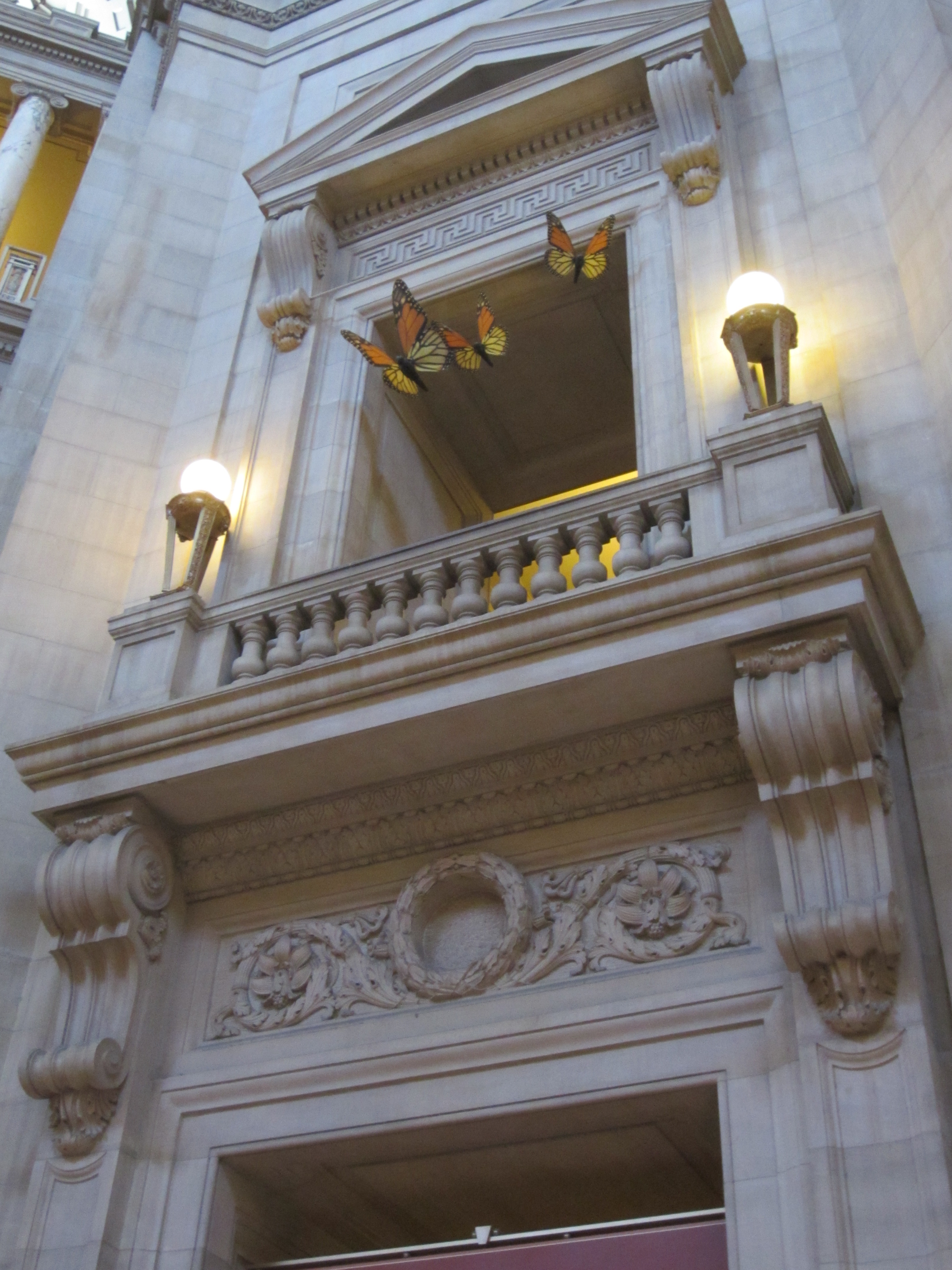
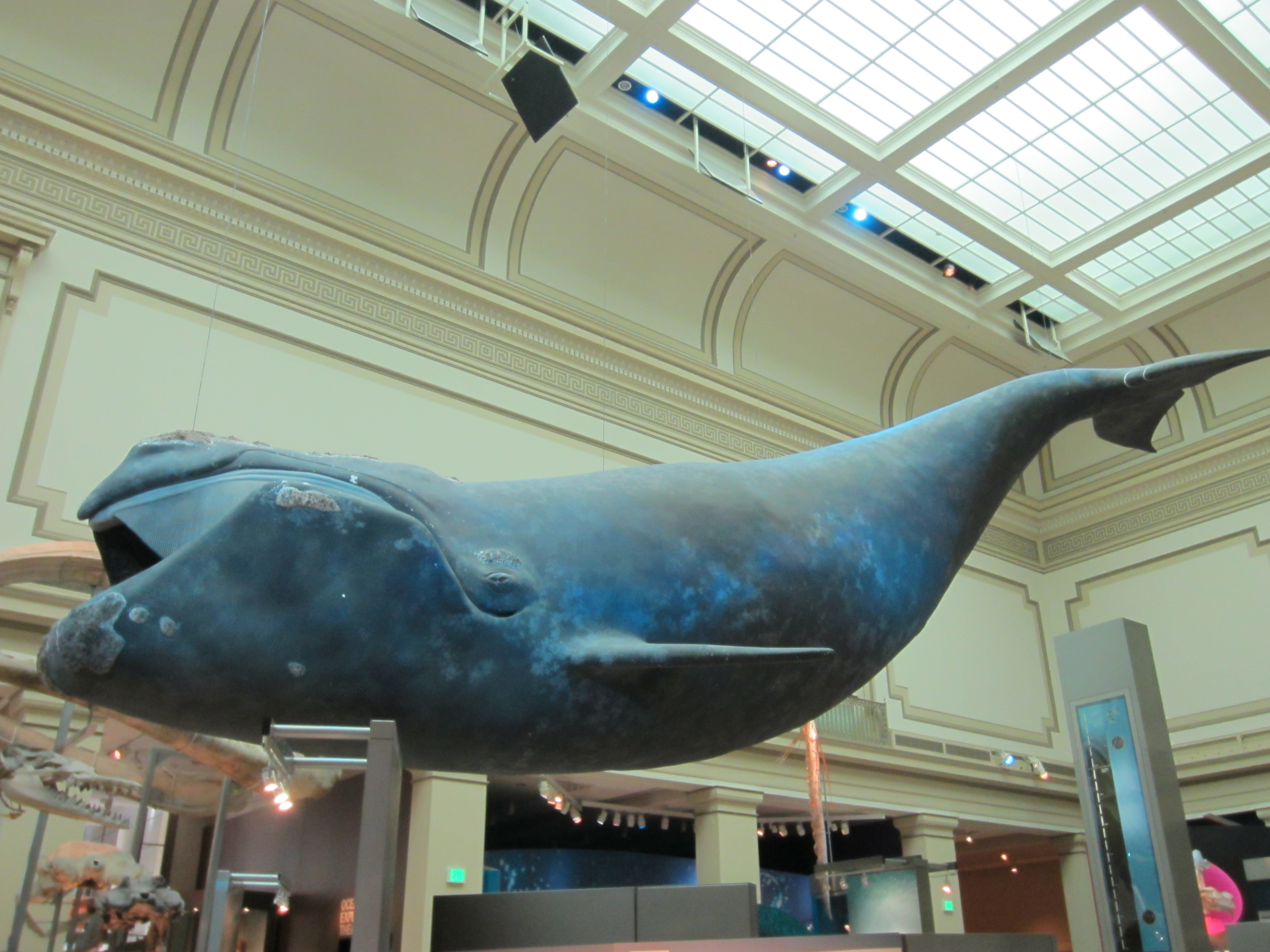
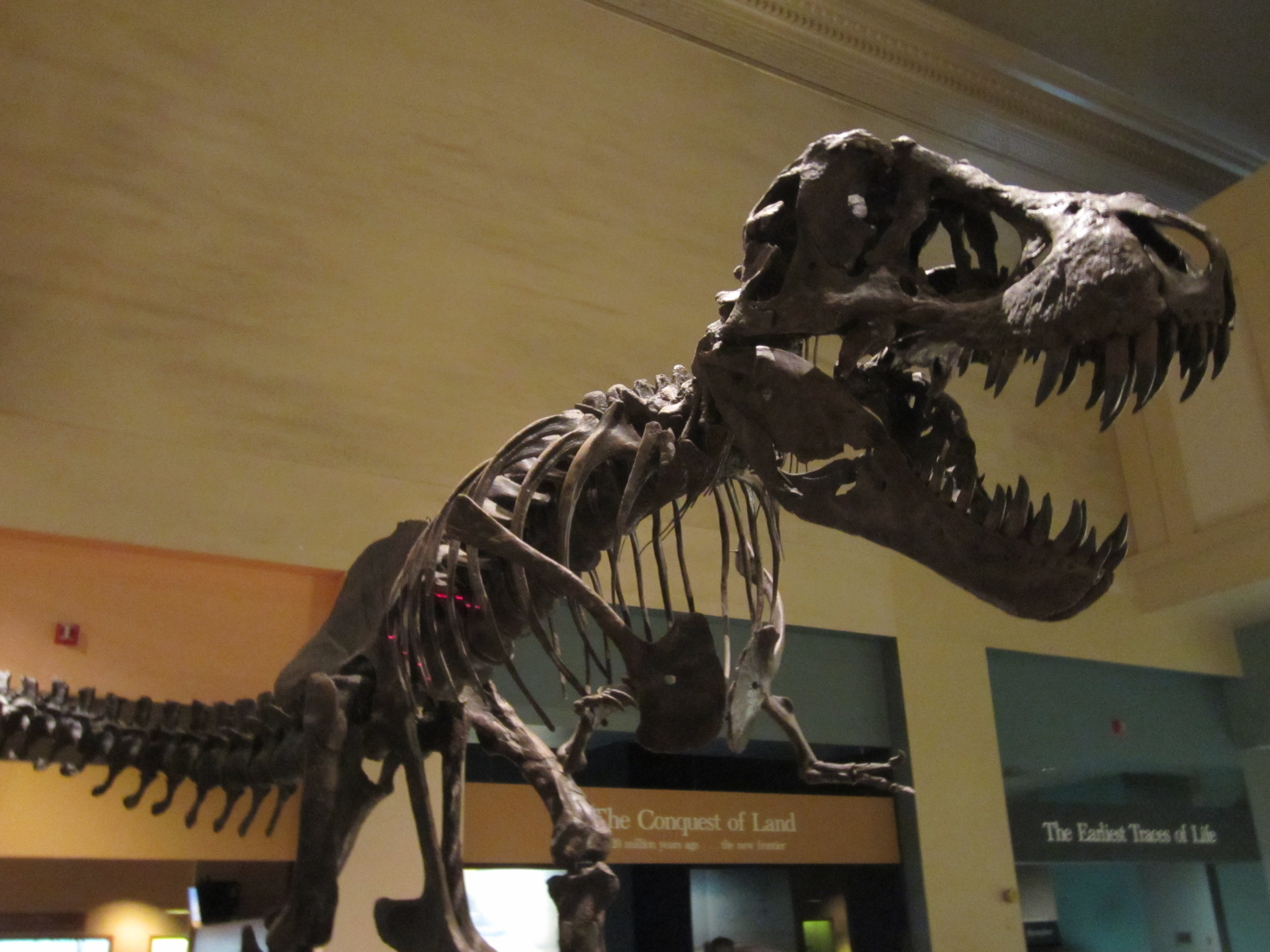
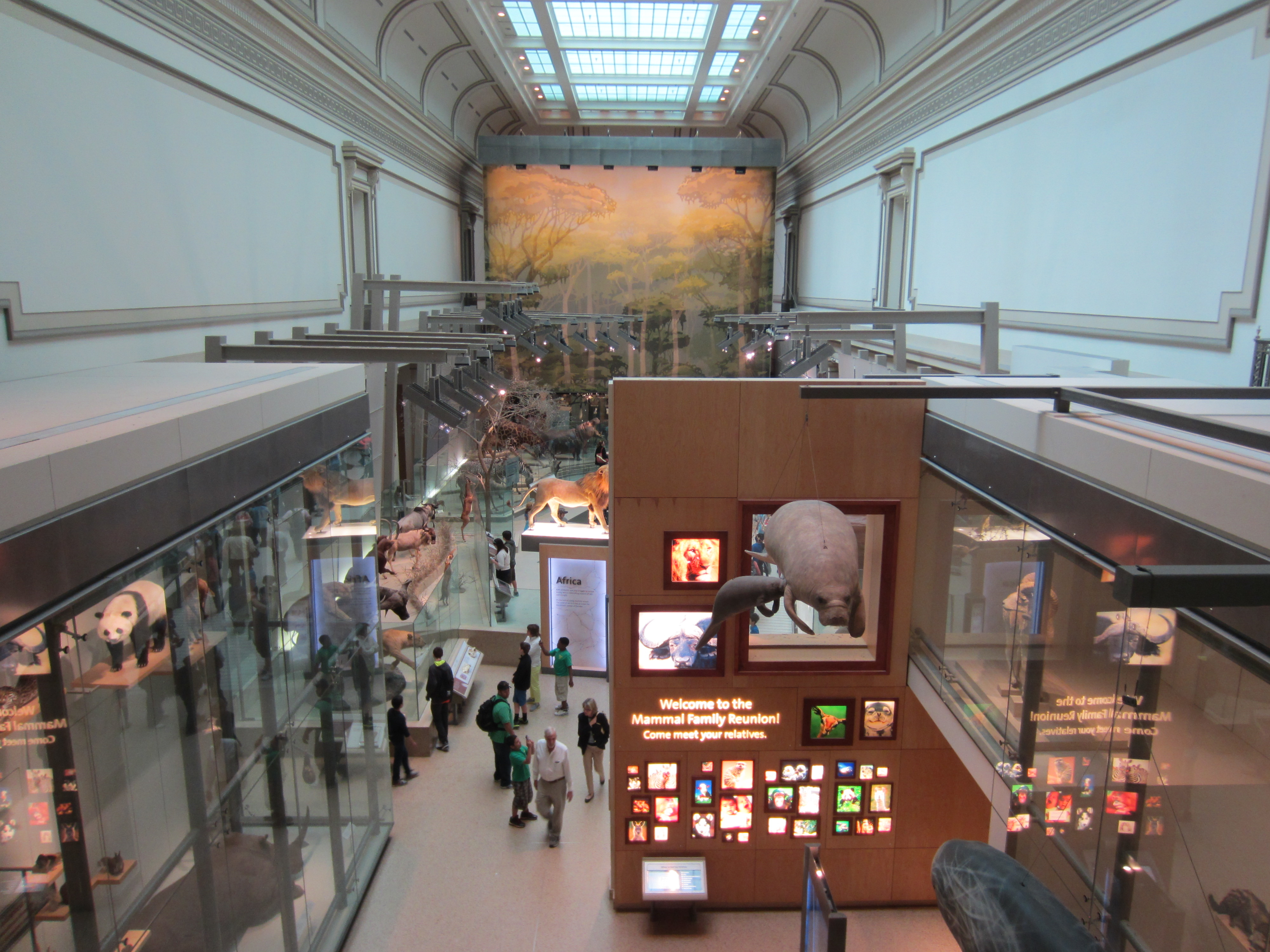
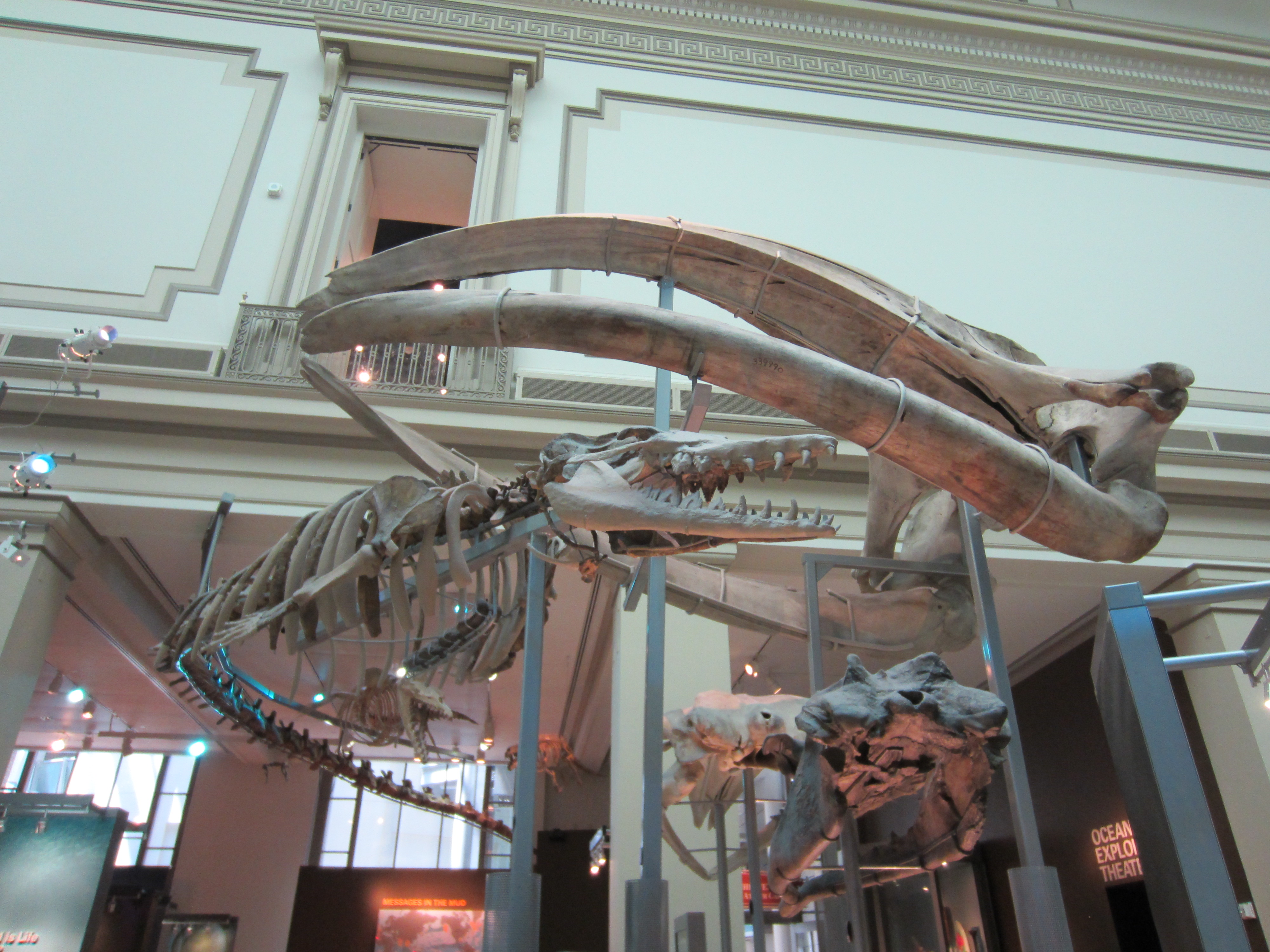
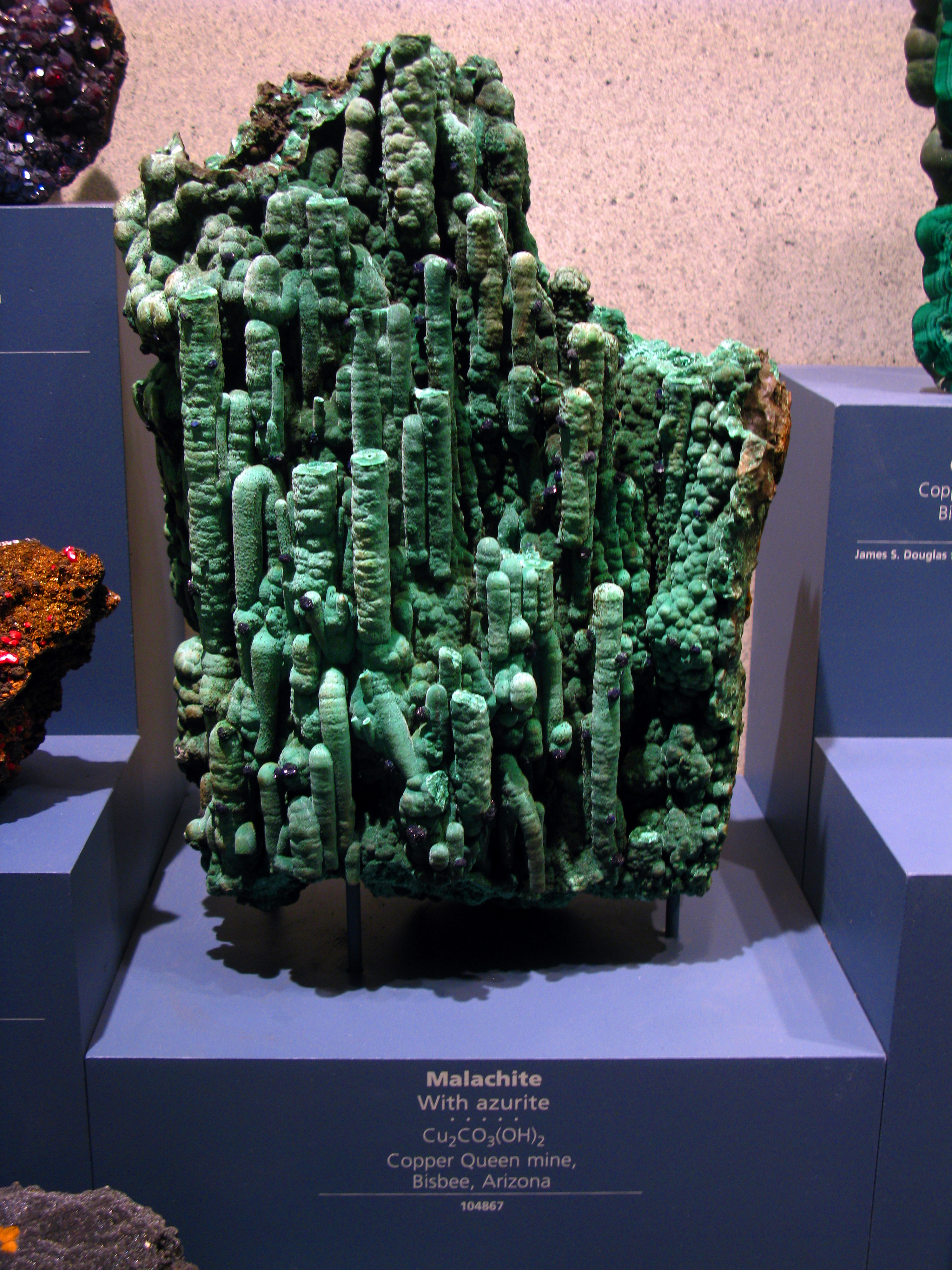
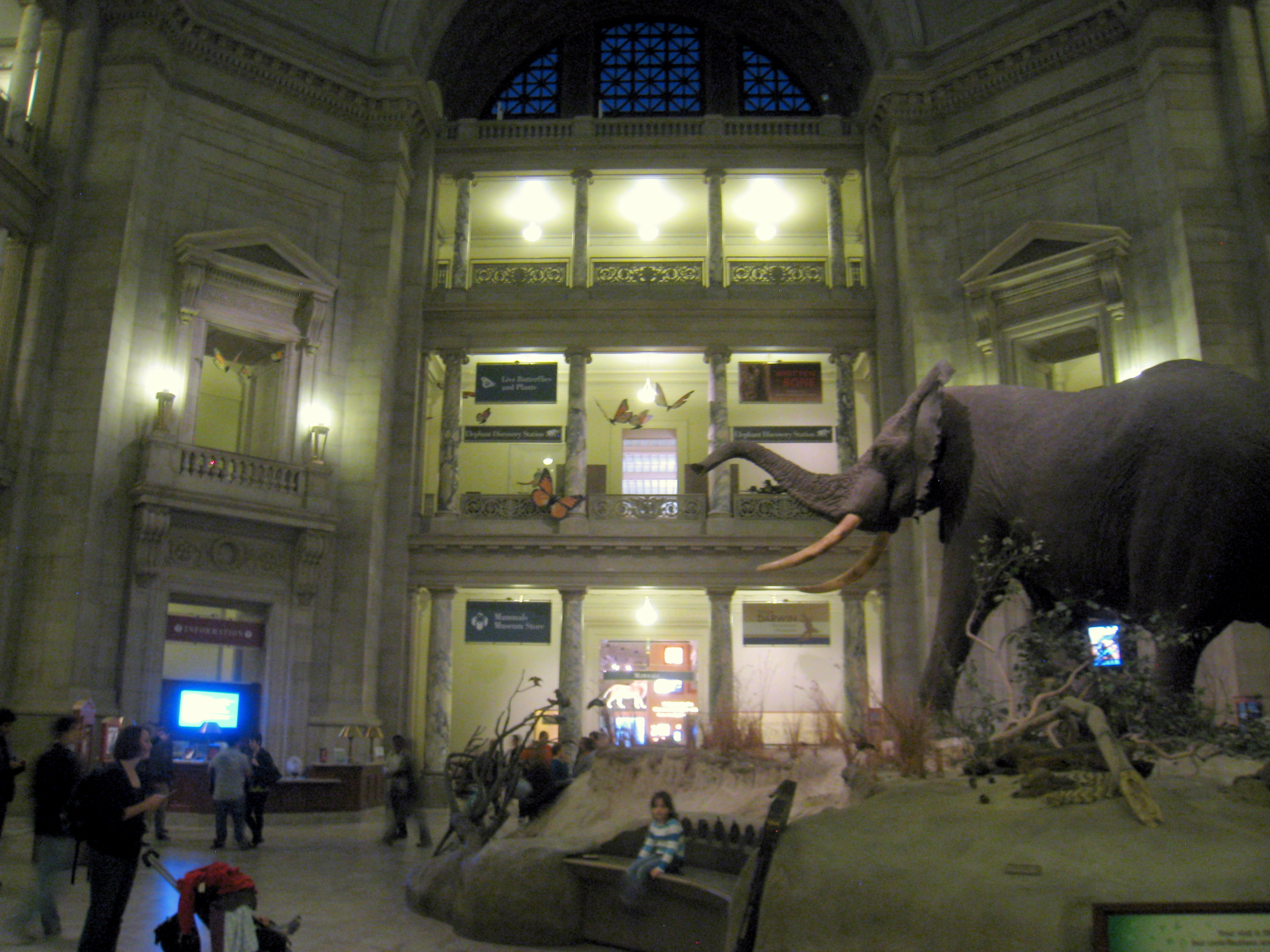
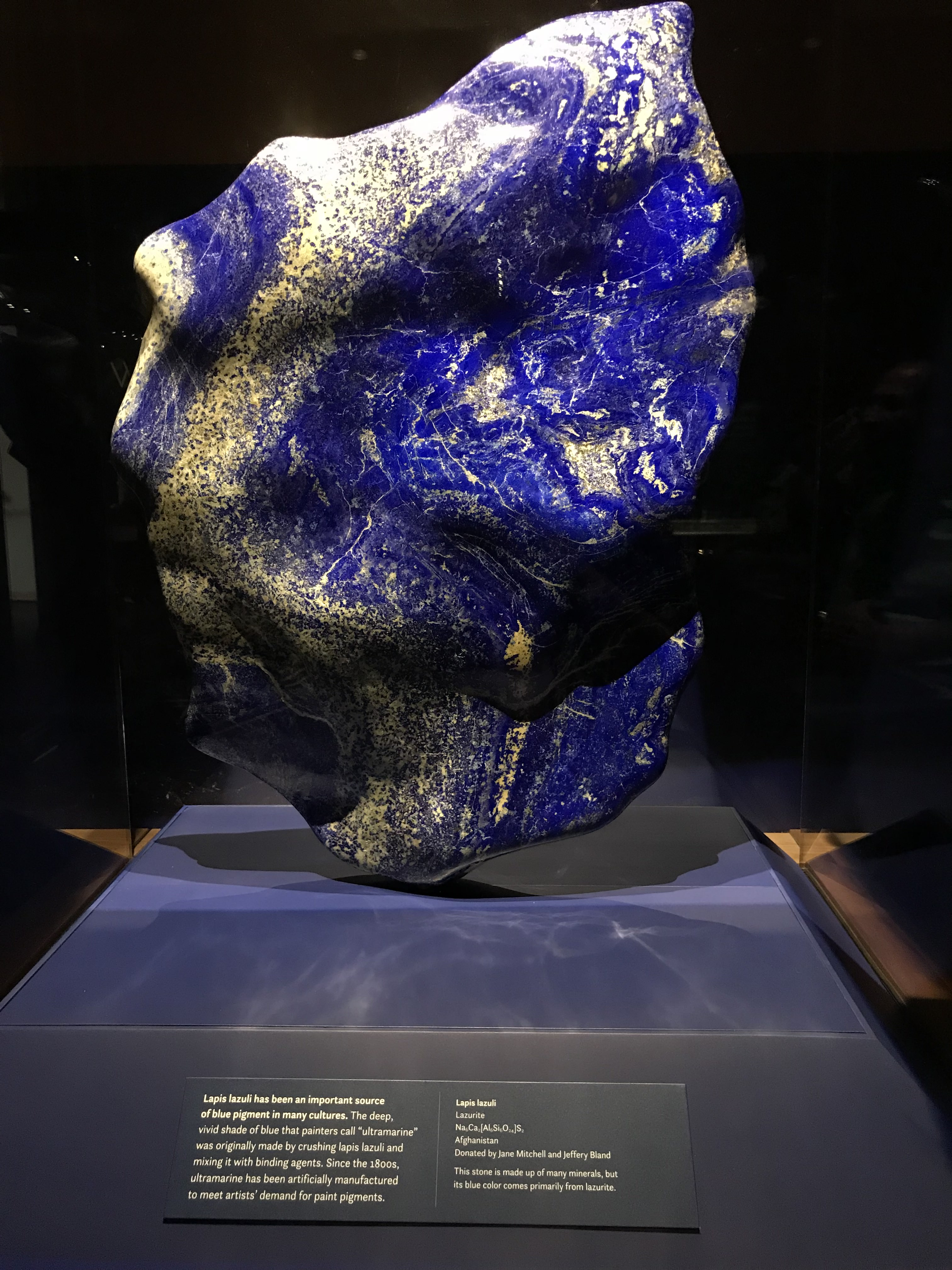
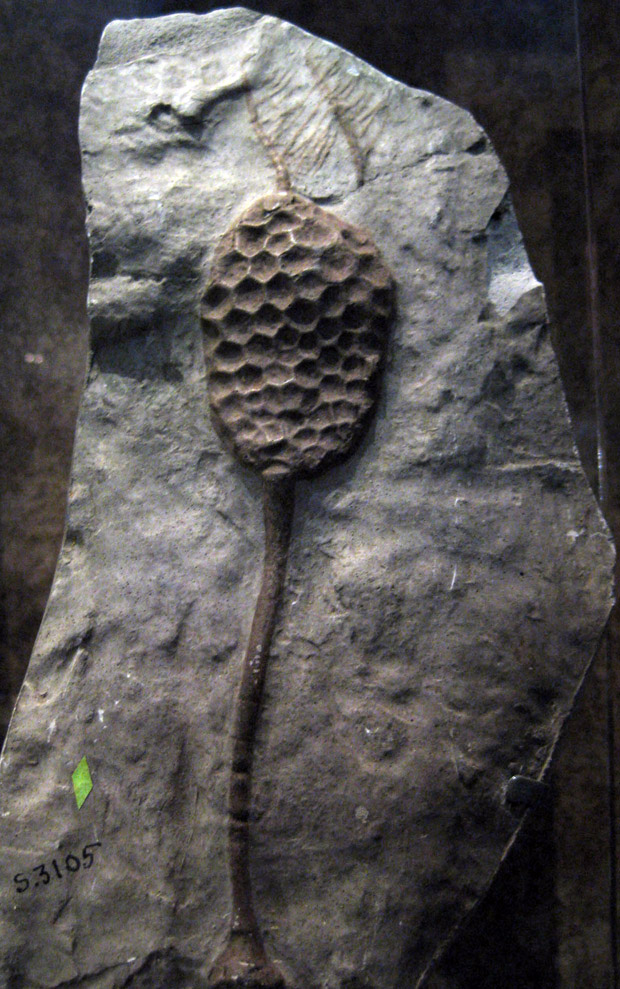
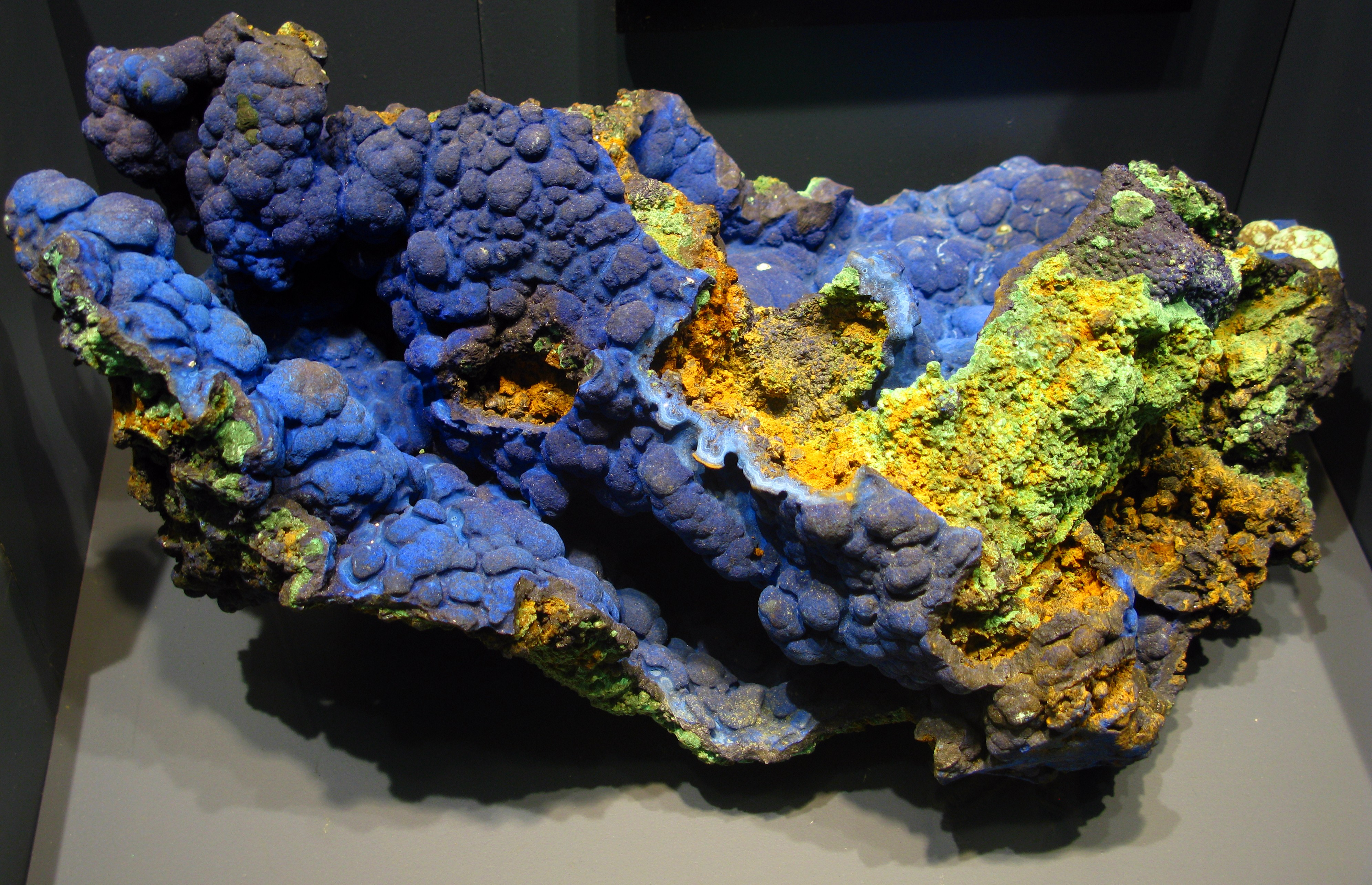
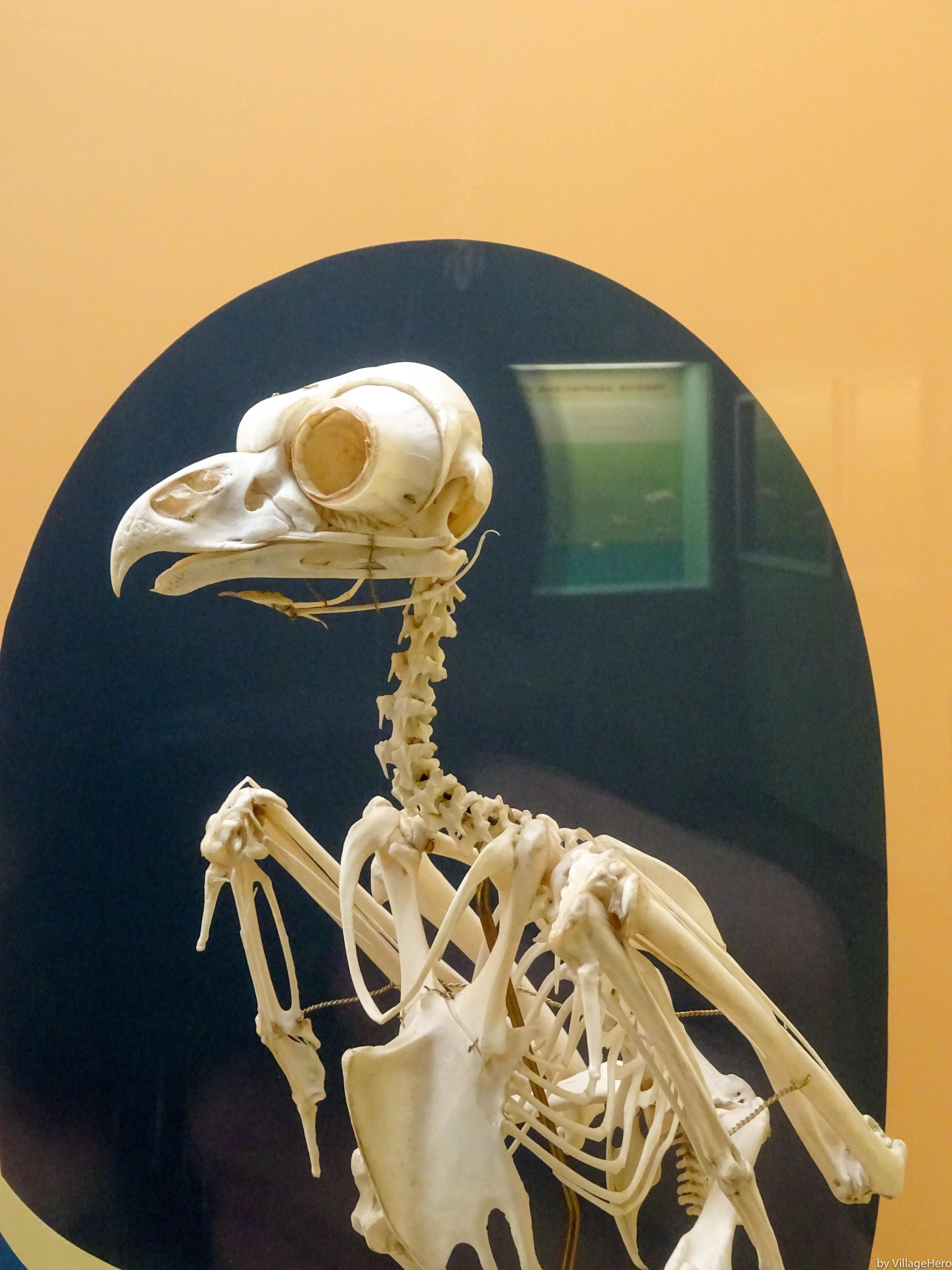
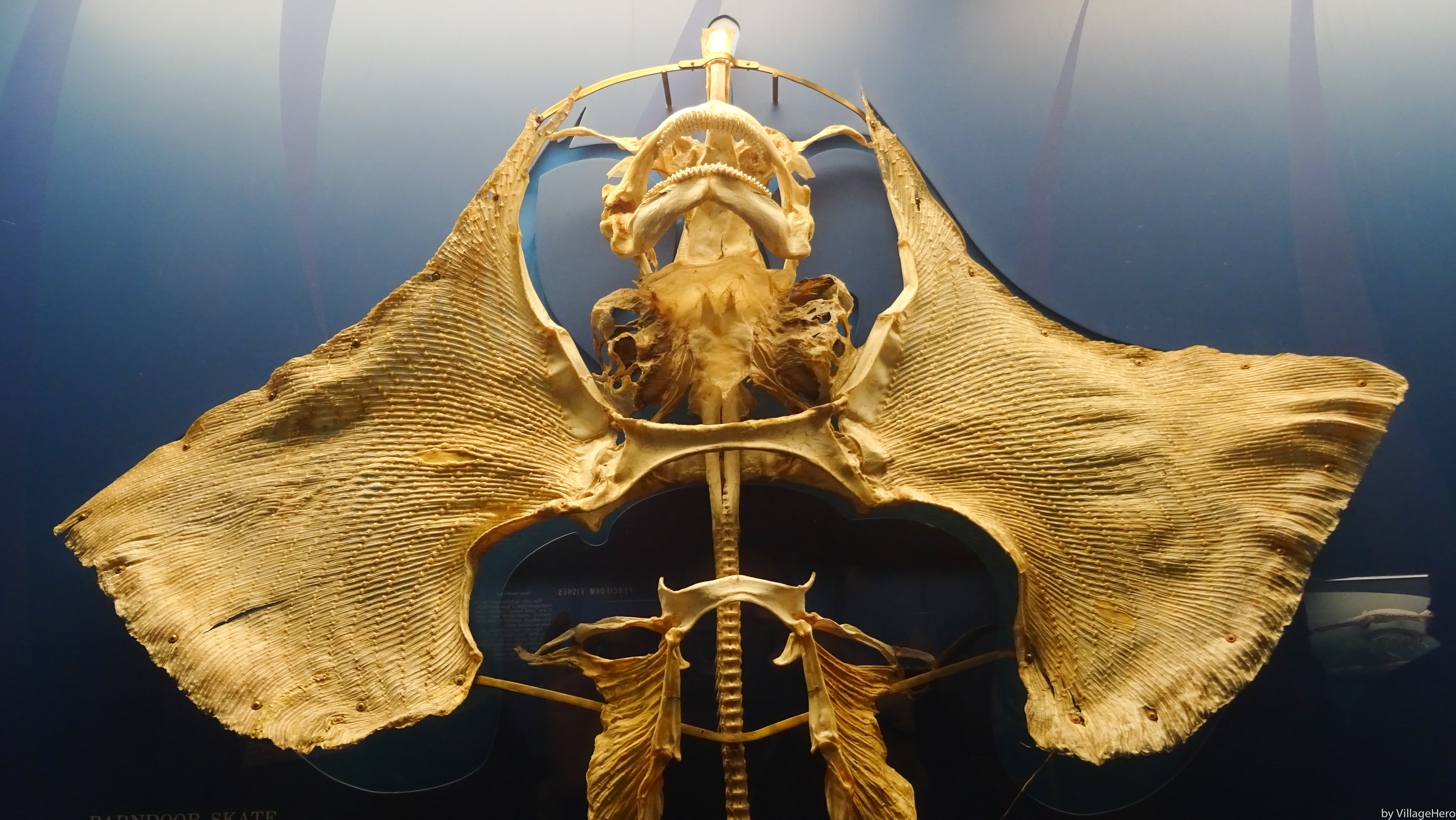
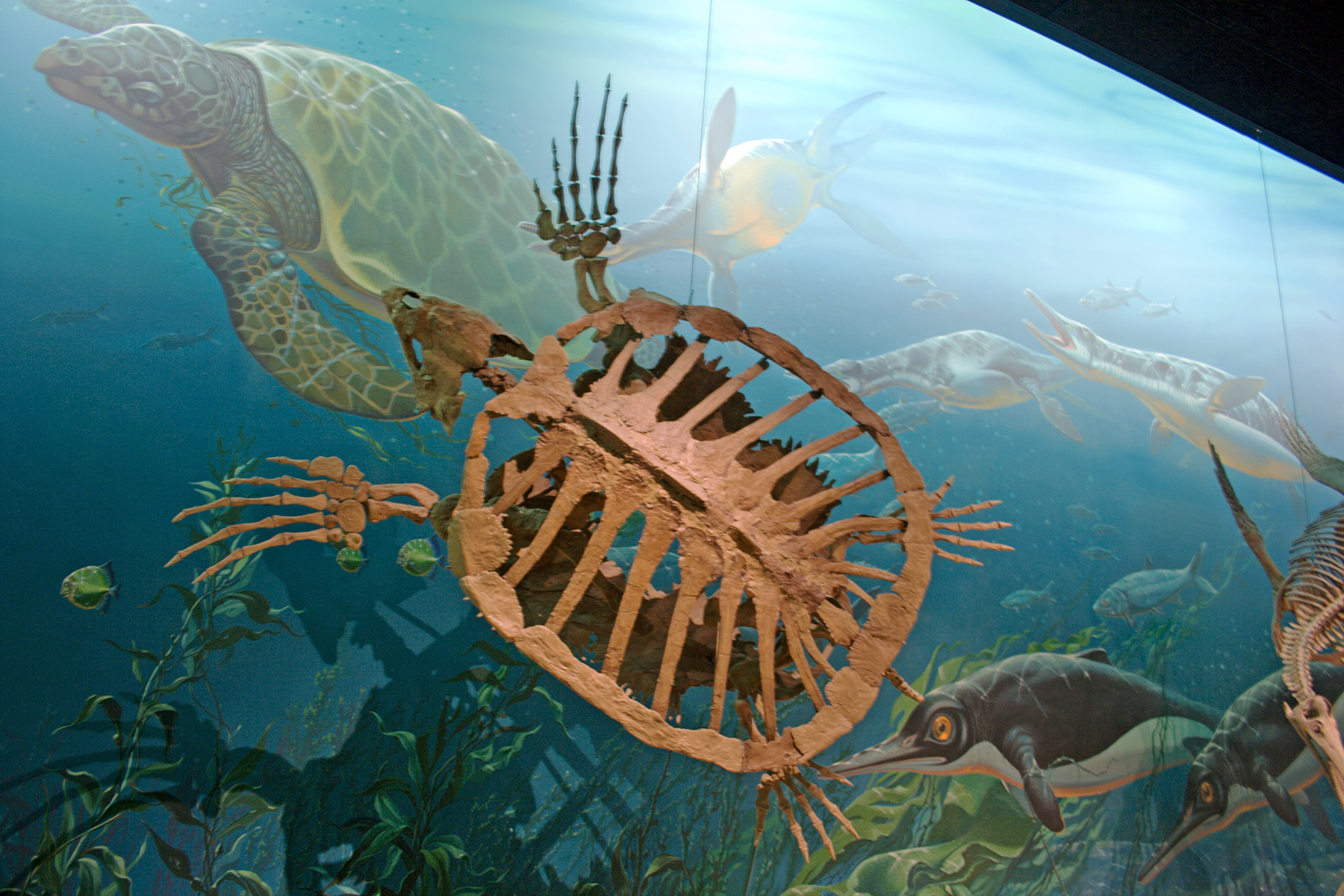
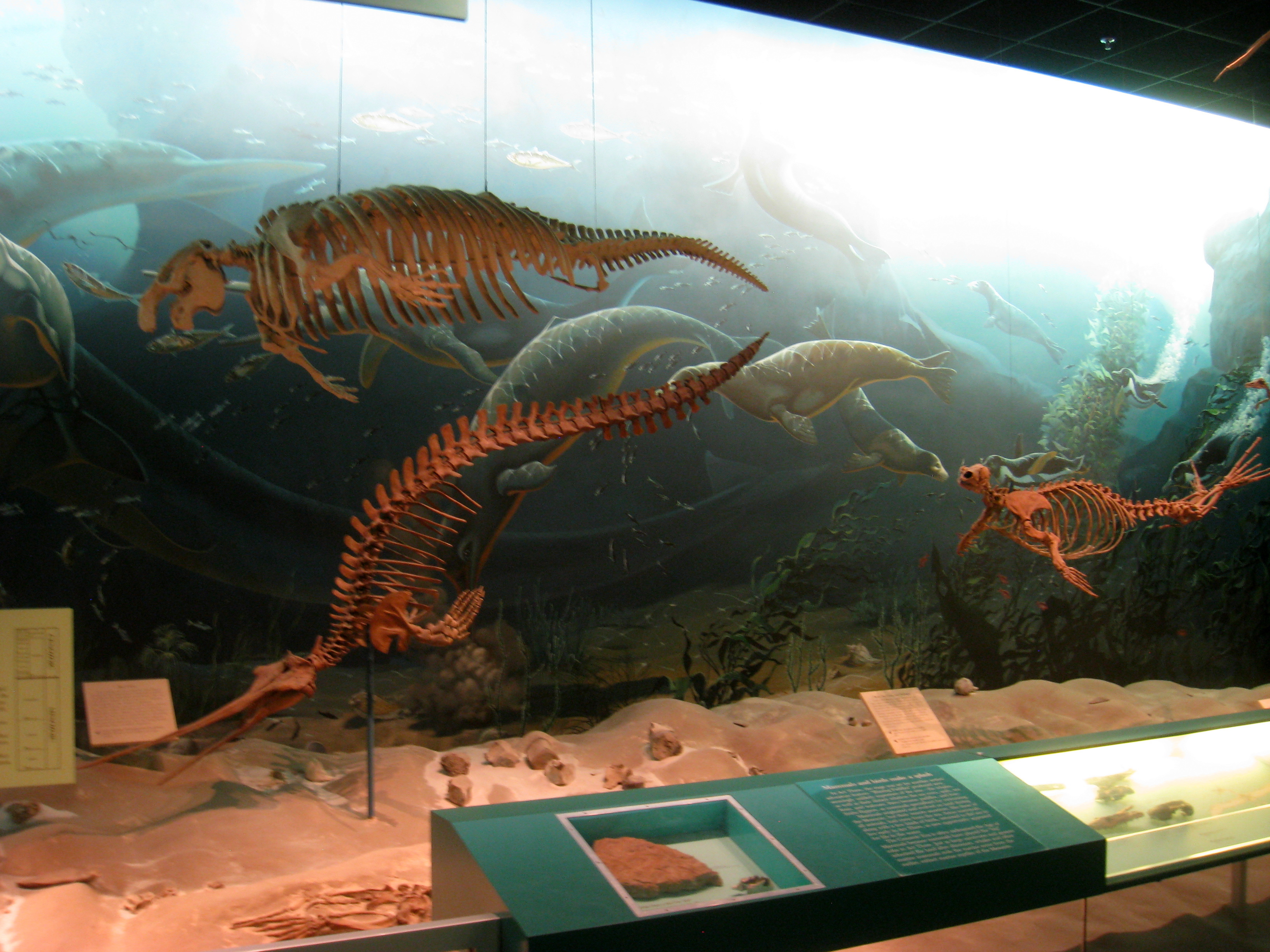
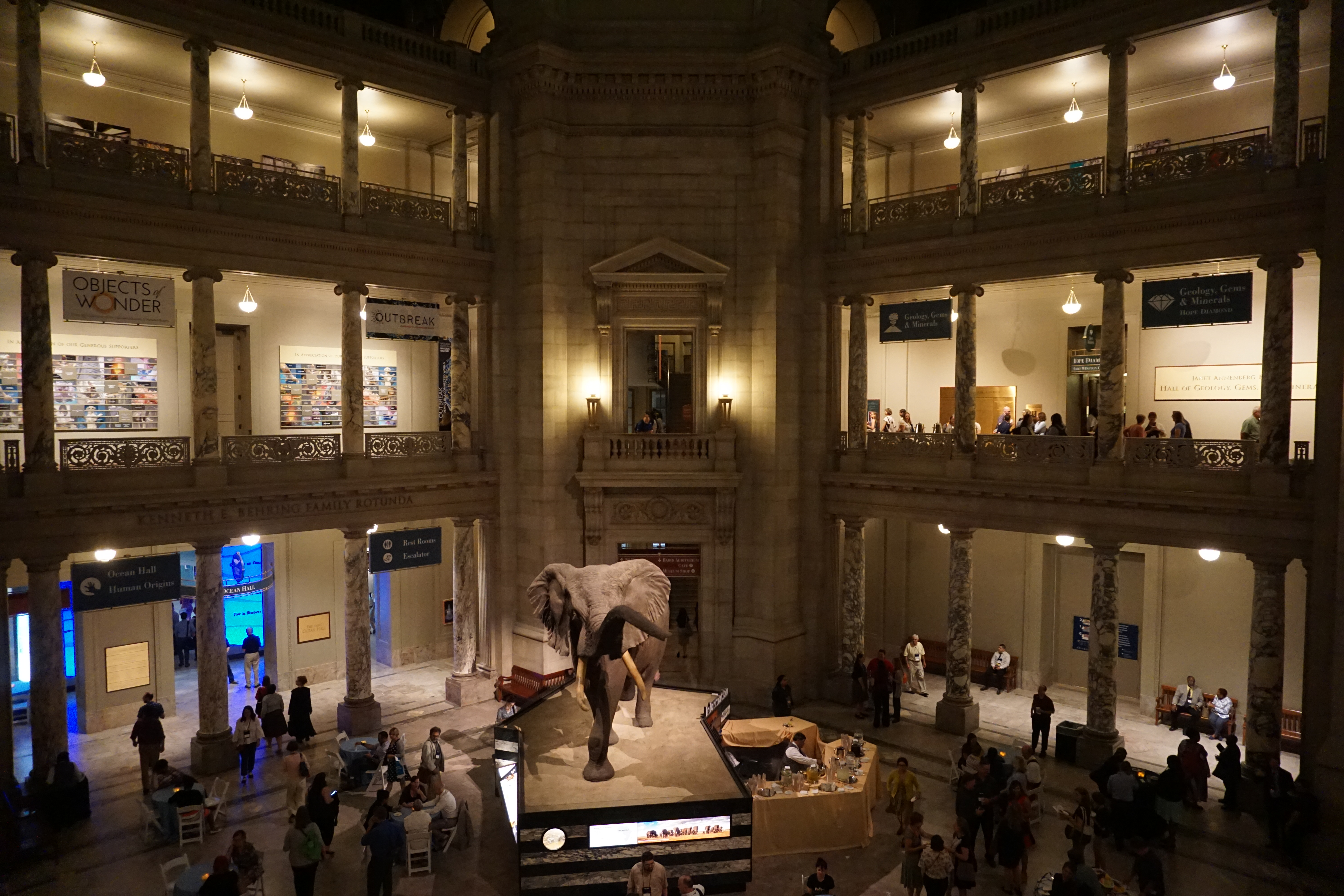
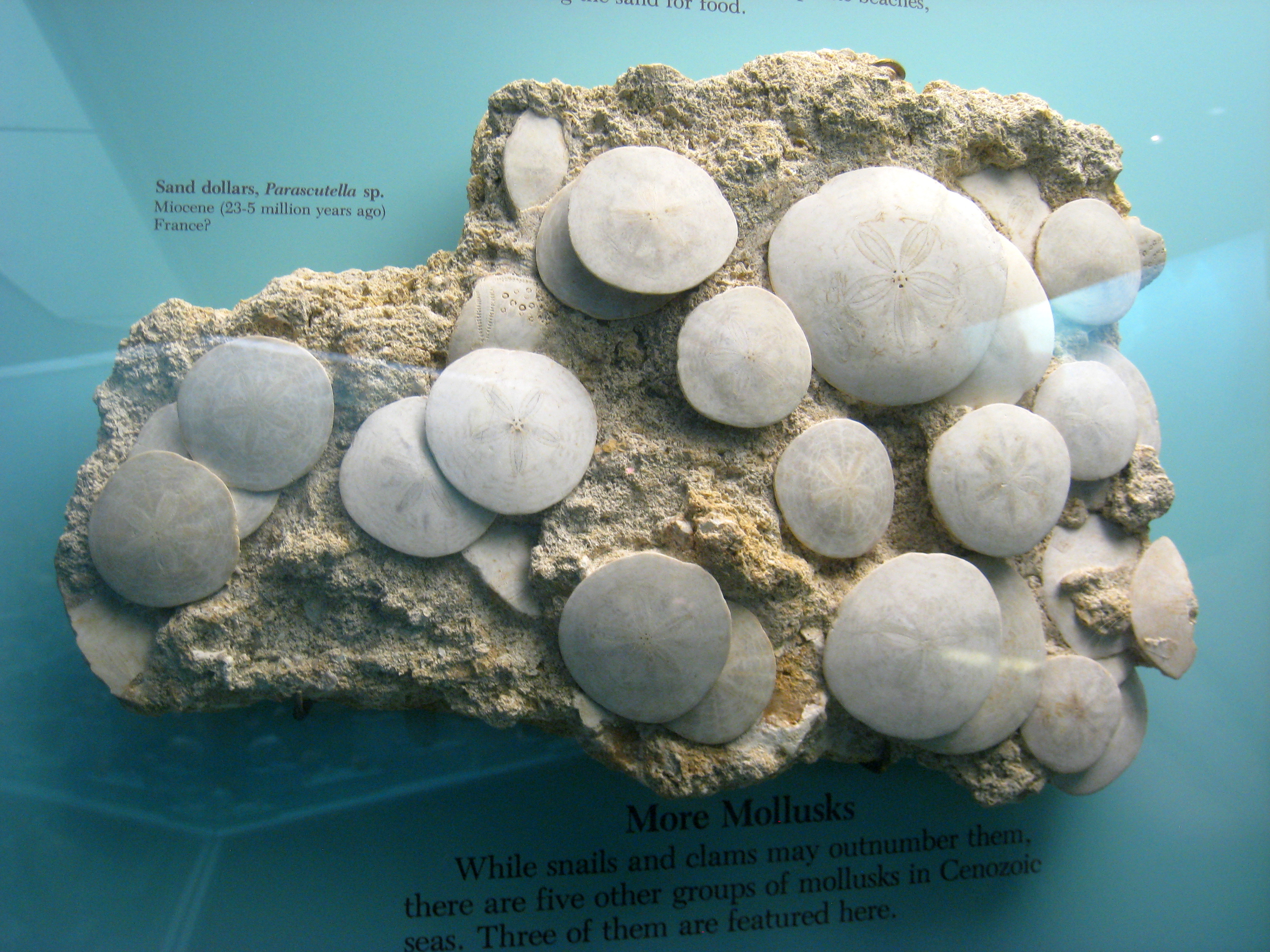
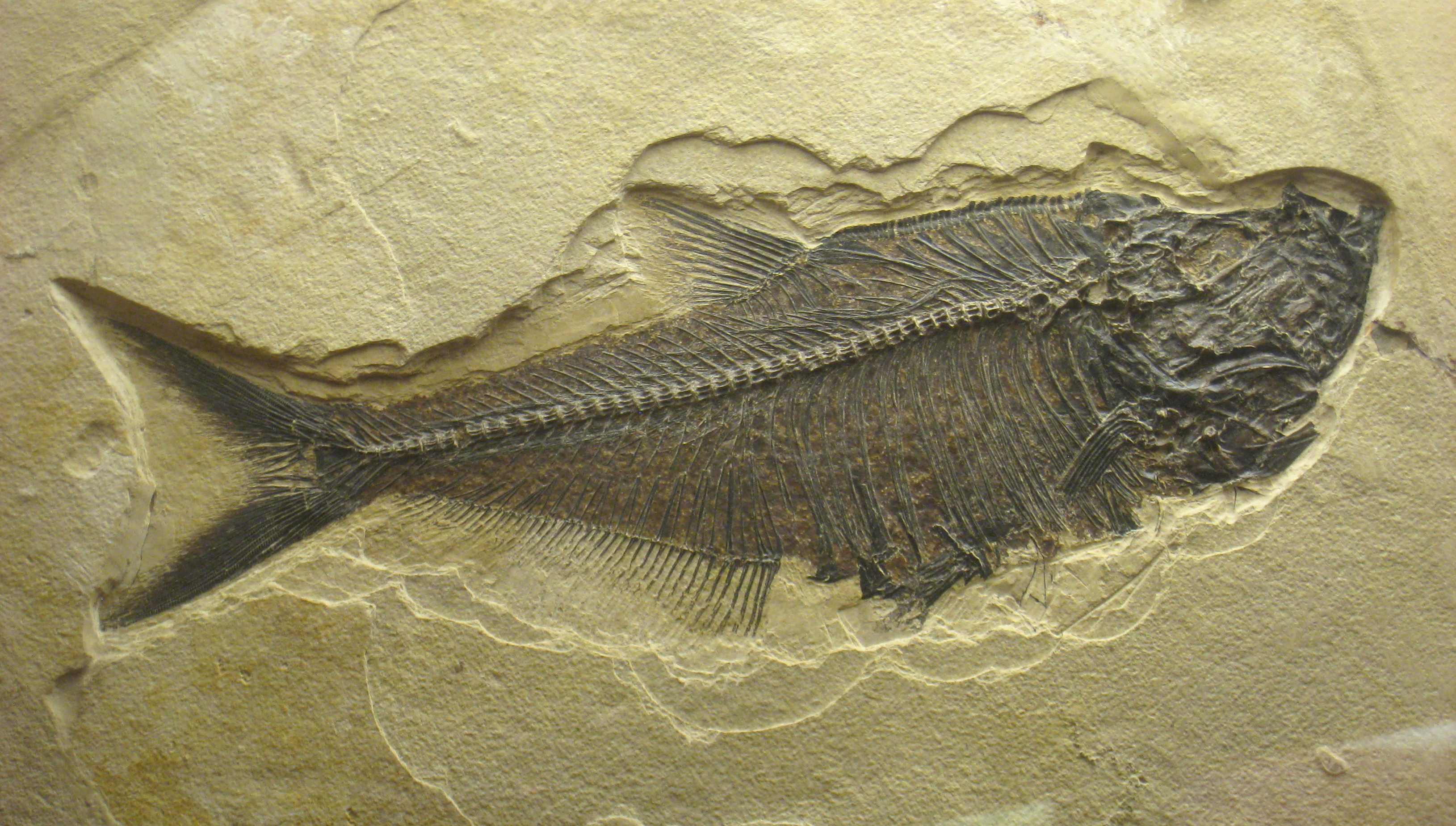
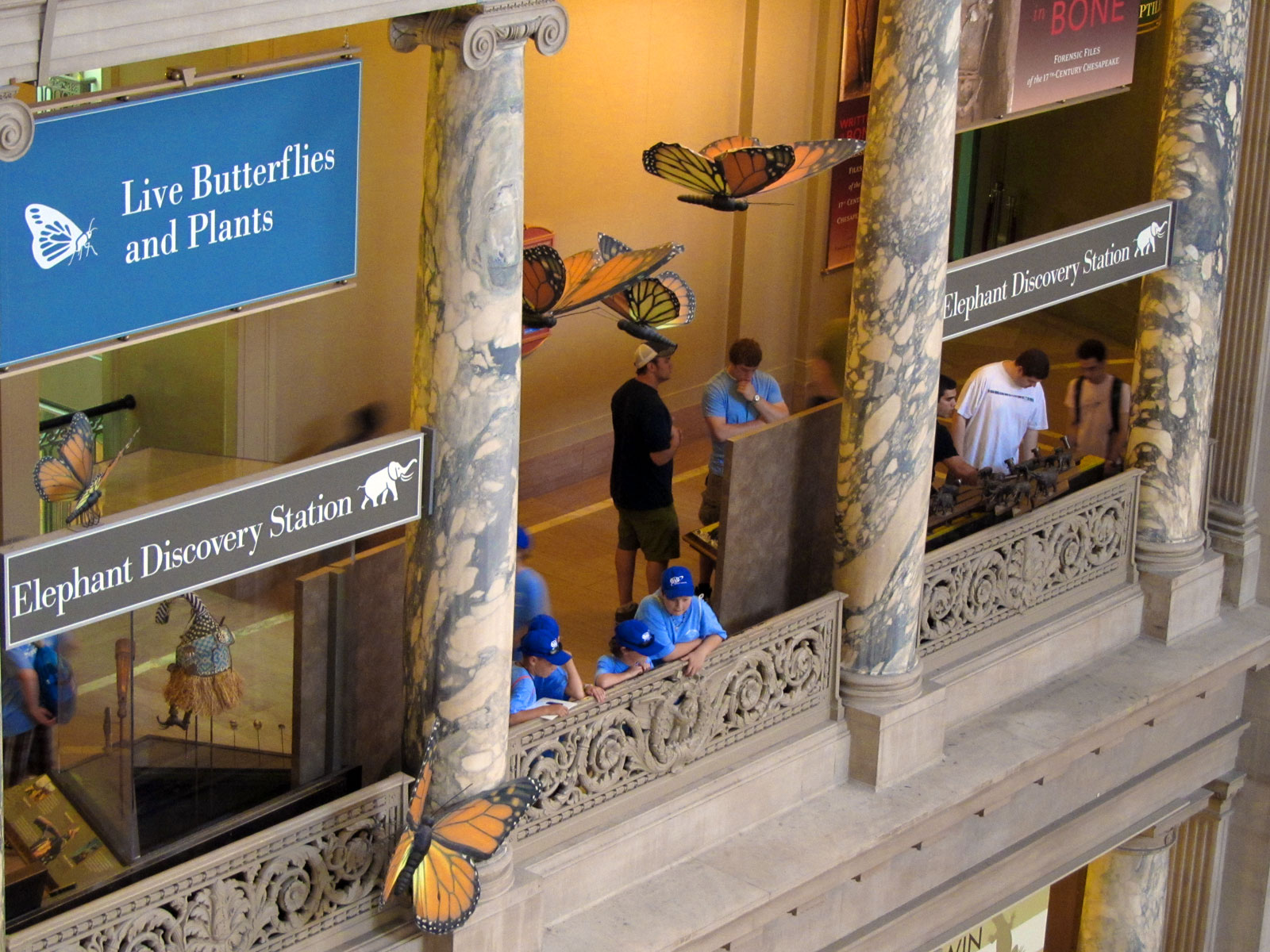
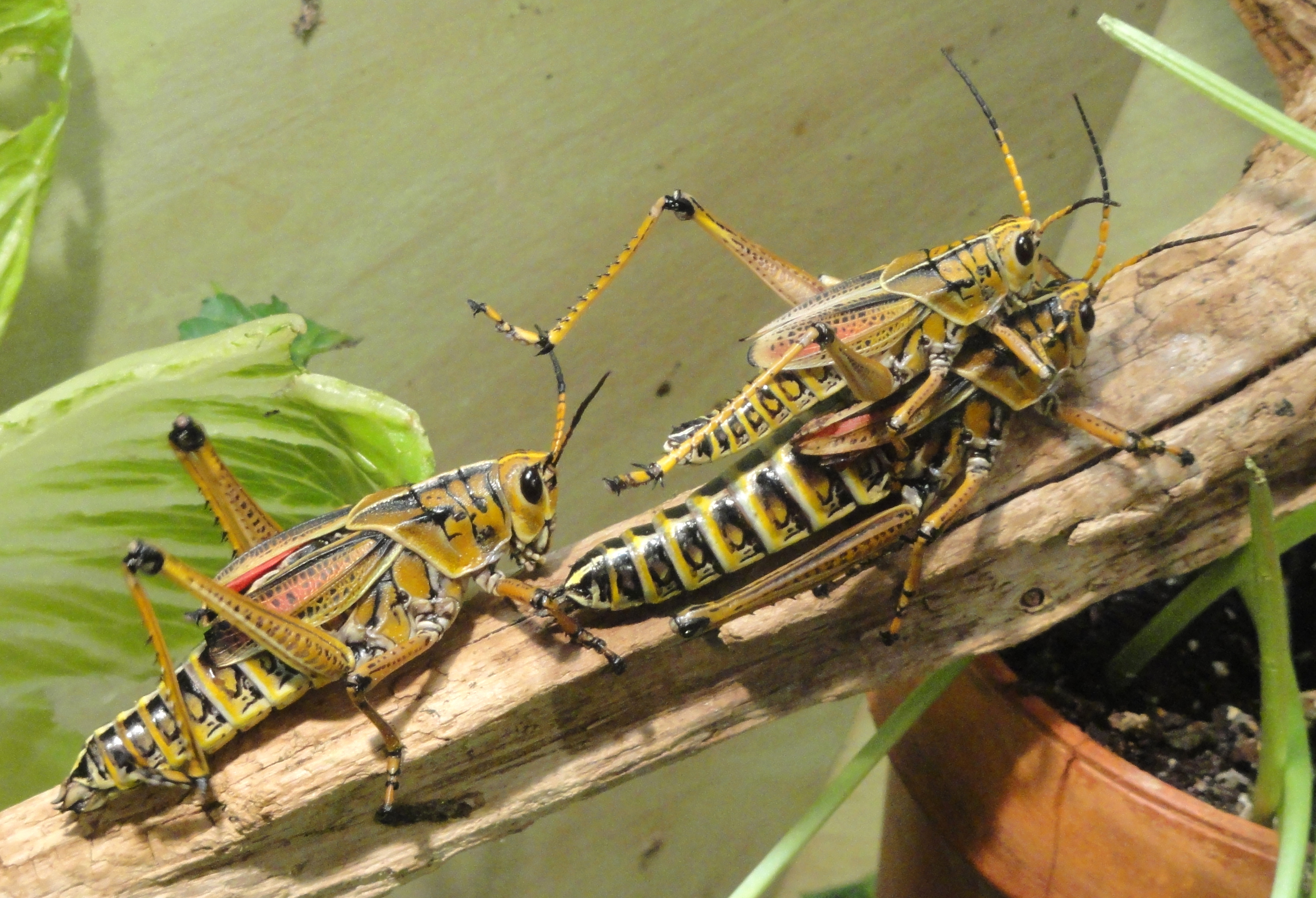
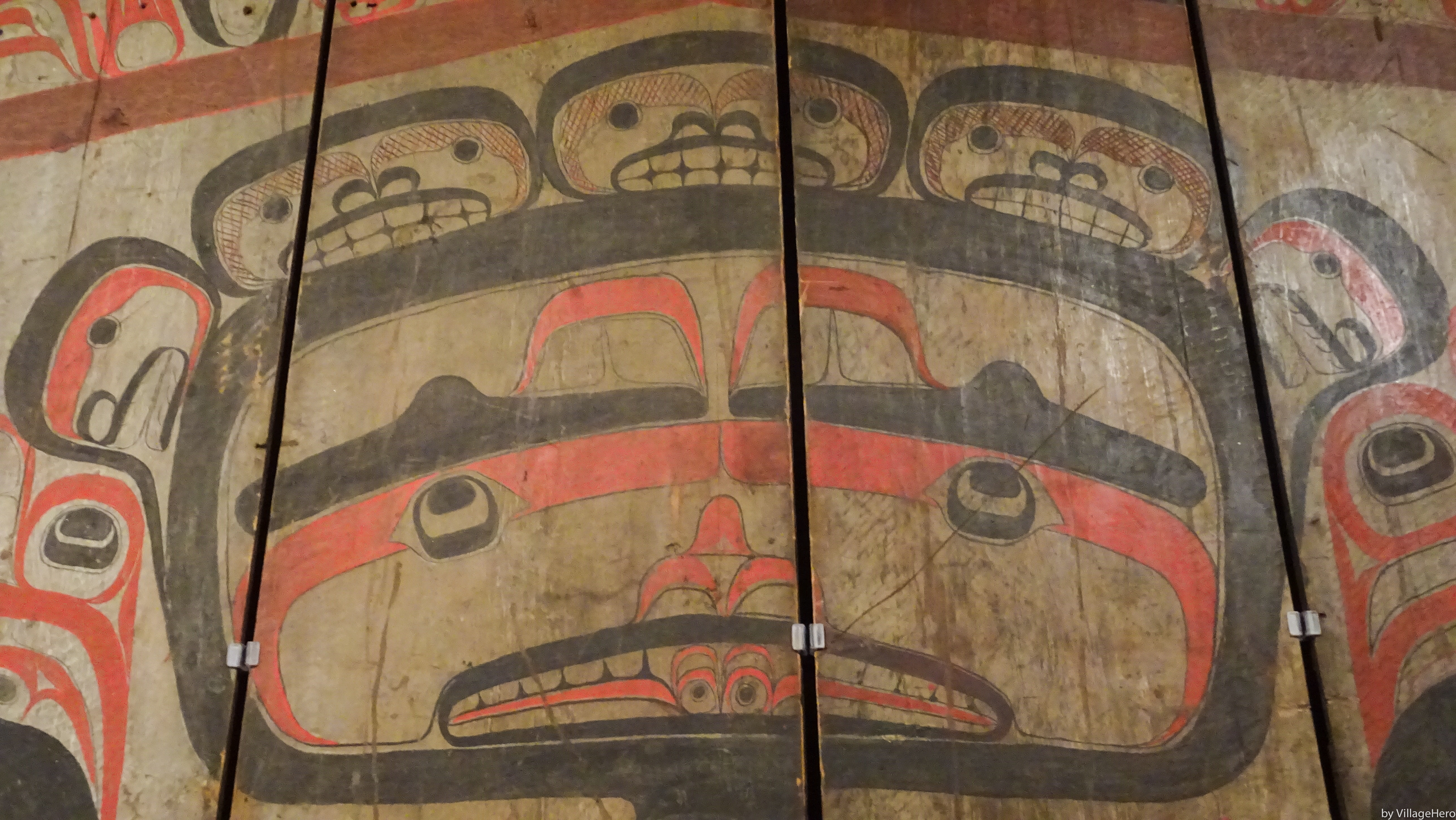
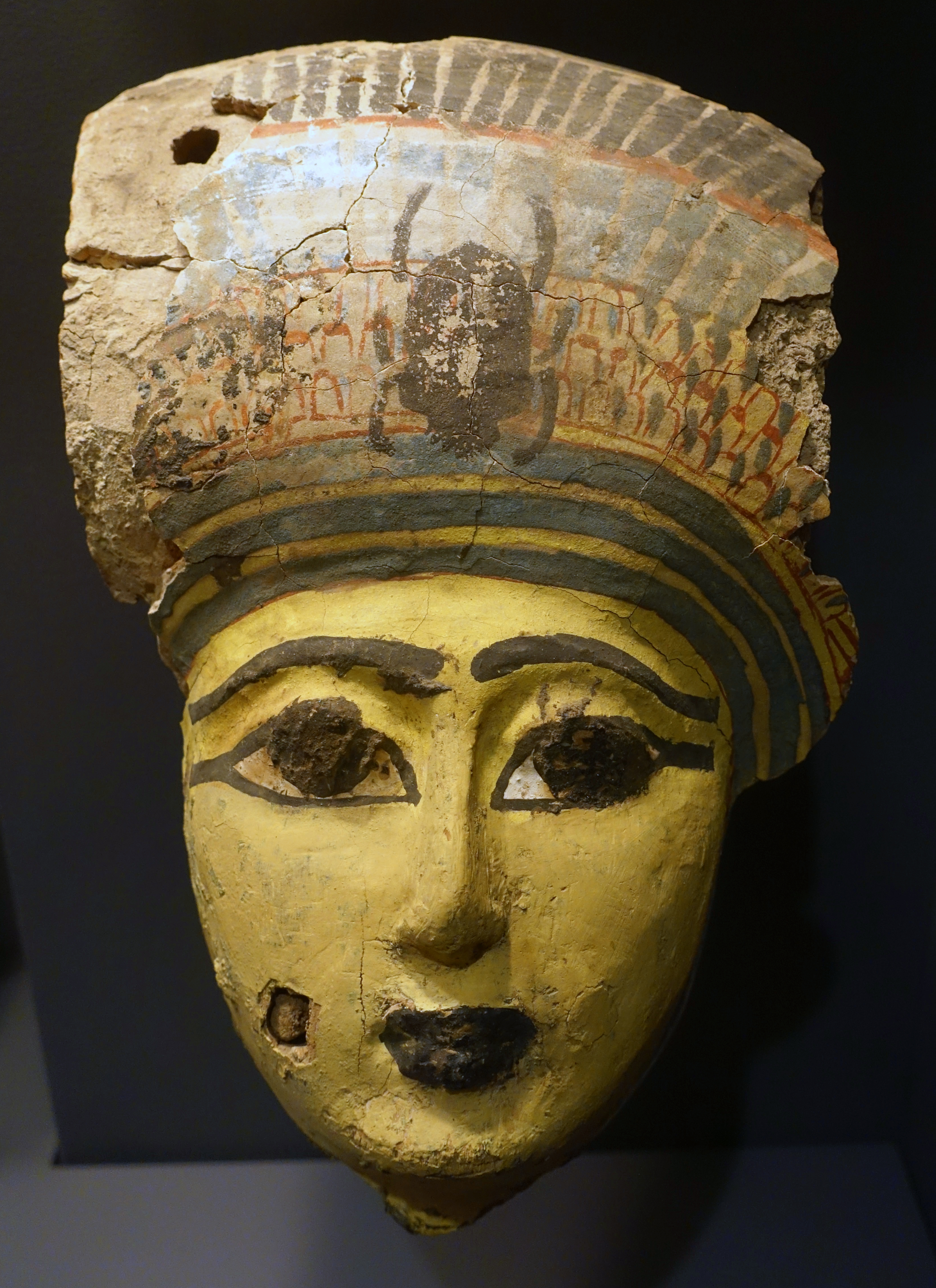
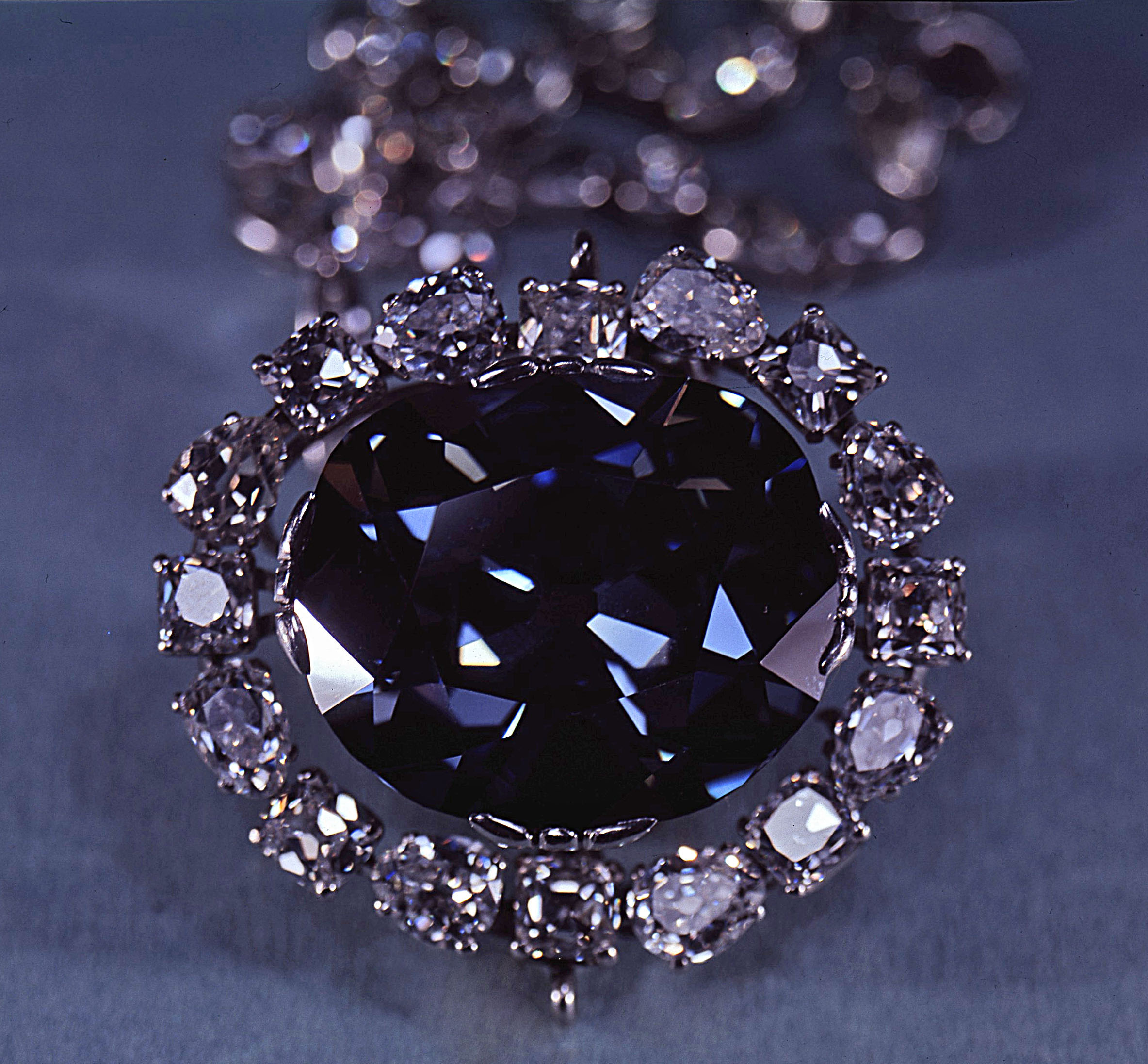

Die Sammlungen des Museums umfassen mehr als 146 Millionen Objekte von Pflanzen, Tieren, Fossilien, Mineralien, Gesteinen, Meteoriten, menschlichen Überresten und menschlichen Kulturgütern und sind damit die größte naturwissenschaftliche Sammlung der Welt.
Die Forschung des Museums ist in sieben Abteilungen gegliedert: Anthropologie, Botanik, Entomologie, Wirbellosenzoologie, Mineralogie, Paläobiologie und Wirbeltierzoologie.
Das NMNH macht 90 % der Sammlungen der Smithsonian Institution aus. Die Anzahl der Artefakte und Exemplare gibt das Smithsonian mit 146 Millionen an. Im Einzelnen umfassen die Sammlungen 30 Millionen Insekten, 4,5 Millionen Pflanzen, die im Herbarium des Museums aufbewahrt werden, und 7 Millionen Fische. Die nationale Sammlung von Amphibien und Reptilien hat sich von 190.000 Exemplaren im Jahr 1970 auf über 580.000 Exemplare im Jahr 2020 mehr als verdreifacht. Von den 2 Millionen kulturellen Artefakten sind 400.000 Fotografien, die im Nationalen Anthropologischen Archiv aufbewahrt werden. Aktive Leih- und Austauschprogramme außerhalb des Museums ermöglichen die Nutzung der Sammlungen des Museums, so dass jährlich 3,5 Millionen Objekte ausgeliehen werden. Der Rest der nicht ausgestellten Sammlungen wird in den nicht-öffentlichen Forschungsbereichen des Museums und im Museum Support Center in Suitland, Maryland, aufbewahrt, weitere Einrichtungen sind ein Meeresforschungszentrum in Ft. Pierce, Florida, und Feldstationen in Belize, Alaska und Kenia.

Das Museum stellt u. a. auch den Hope-Diamanten aus.